# Dover (New Hampshire)
Dover è una città degli Stati Uniti d'America, capoluogo della contea di Strafford nello stato del New Hampshire.